# Léo Frankel
Pour les articles homonymes, voir Frankel (homonymie).
Dans le nom hongrois Frankel Leó, le nom de famille précède le prénom, mais cet article utilise l’ordre habituel en français Leó Frankel, où le prénom précède le nom.
Léo Frankel — orthographié en hongrois Leó Frankel, ou en hongrois, où le nom précède le prénom, Frankel Leó —, né le 25 février 1844 à Óbuda (précisément à Újlak) et mort le 29 mars 1896 à Paris 10e, est un militant syndicaliste et socialiste libertaire hongrois, d'origine juive ashkénaze. 
Il prend part active à la Commune de Paris de 1871, œuvrant à la syndicalisation des citoyens parisiens, et  le premier et unique membre élu du conseil de la Commune n'ayant pas la nationalité française. Le 26 mars 1871, il est élu par les citoyens du 13e arrondissement, en qualité de résident du 11e arrondissement. Il a depuis donné son nom à la rue Léo-Frankel, située dans le 13e arrondissement.

## Biographie

### Un militant de l'Internationale
Frankel naît à Budapest, en Hongrie. Il est le fils du médecin juif Albert Frankel et de Regina Deutsch, d'origine ashkénaze autrichienne. Après des études relativement courtes, Leó Frankel devient ouvrier d'art en orfèvrerie, qui était le métier exercé par son grand-père maternel à Vienne. Il séjourne en Allemagne puis au Royaume-Uni, avant de s'installer à Paris en 1867 comme ouvrier-bijoutier où il représente la section allemande de l'Association internationale des travailleurs. Il est également correspondant régulier de la Volksstimme de Vienne. Arrêté fin avril 1870, il est condamné en juillet à deux mois de prison, pour complot et appartenance à une société secrète (troisième procès de l'Internationale). Il est libéré à la suite de la Proclamation de la République française du 4 septembre 1870 qui renverse le Second Empire. Il devient membre de la Garde nationale, membre du Comité central républicain des Vingt arrondissements et reconstitue, avec Eugène Varlin, le Comité fédéral de l'Internationale pour Paris.

### Un dirigeant de la Commune de Paris
Le 8 février 1871, il échoue dans sa candidature de député socialiste aux élections à l'Assemblée nationale. Mais le 26 mars 1871, le 13e arrondissement de Paris l'élit au Conseil de la Commune. Il devient membre de la Commission du travail et de l'échange, puis de la Commission des finances. Le 20 avril, il est nommé délégué au travail, à l'industrie et à l'échange. Il fait décréter des mesures sociales, comme l'interdiction du travail de nuit dans les boulangeries. Le 1er mai, il vote pour la création du Comité de Salut public mais se range vite dans la minorité du Conseil de la Commune. Pendant la Semaine sanglante, il est blessé sur une barricade de la rue du Faubourg-Saint-Antoine, à l'angle de la rue de Charonne. Il est soigné par Élisabeth Dmitrieff, fondatrice de l'Union des femmes pour la défense de Paris et les soins aux blessés et réussit à échapper aux soldats versaillais. Il s'exile alors à Genève, puis à Londres. Le 19 octobre 1872, le sixième Conseil de guerre le condamne à mort par contumace.

### Exil
D'abord réfugié politique en Suisse, à Bâle, il rejoint ensuite Karl Marx en Angleterre, qu'il avait plusieurs fois eu l'occasion d'inviter au cours de la Commune de Paris et dont il était un proche ami, puis l'AIT, de laquelle il vote en 1872 en faveur de l'exclusion de Bakounine. En 1875, il passe en Allemagne d'où il est expulsé, puis en Autriche où il est arrêté en octobre. Libéré en 1876, il se rend en Hongrie où il organise le Parti ouvrier, qui constitue l'ancêtre du Parti socialiste hongrois, et naîtra en 1880. En mars 1881, il est condamné à dix-huit mois de prison. Libéré en février 1883, il devient correcteur d'imprimerie et collabore à la revue socialiste Die Gleichheit. A la fin de cette époque, il continue également de se rendre épisodiquement à Londres, au Royaume-Uni.

### Retour en France
En mai 1889, il revient en France, neuf ans après l'amnistie des communards, et participe au congrès fondateur de la Deuxième internationale. Il collabore au Vorwärts, journal des socialistes allemands dont l'existence a inspiré la création du Forverts yiddish, et à La Bataille de Prosper-Olivier Lissagaray. Il meurt de tuberculose en 1896 à l'hôpital Lariboisière et est inhumé au cimetière du Père-Lachaise (96e division) dans le drapeau rouge de la Commune, selon ses dernières volontés. A sa demande, un monument est érigé par souscription internationale des socialistes d'Allemagne, Autriche, Hongrie, France, Belgique et Suisse. En 1968, sa dépouille est transférée au cimetière national de Fiumei út à Budapest. Sa tombe parisienne, devenue depuis lors un cénotaphe, est toujours visible au cimetière du Père Lachaise.

## Hommages
- Paris : la rue Léo-Frankel est une voie créée en 2011 dans le 13e arrondissement[7].
- Budapest : la synagogue de Frankel Leó út, d'obédience libérale et réformiste (judaïsme néologue hongrois), est située dans le quartier d'Újlak, dans le 2e arrondissement de Budapest.

### Radio
- « Léo Frankel, trajectoires d’un communard » (La Commune, 150 ans - Épisode 2 sur 4), Le Cours de l'histoire par Xavier Mauduit, France Culture (consulté le 9 août 2021) [radio]

### Notices biographiques
- Jules Clère, Les hommes de la Commune : Biographie complète de tous ses membres, Paris, Libraire-éditeur É. Dentu, 1871, xiv-195, 1 vol. in-18 (OCLC 457798492, lire en ligne sur Gallica), p. 88-90
- Paul Delion, Les membres de la Commune et du Comité central, Paris, A. Lemerre éditeur, août 1871, 446 p. (lire en ligne sur Gallica), p. 93-95
- Bernard Noël, Dictionnaire de la Commune, Coaraze, L'Amourier éditions, coll. « Bio », avril 2021 (1re éd. 1971), 799 p. (ISBN 978-2-36418-060-4, ISSN 2259-6976, présentation en ligne), p. 385-387
- « Notice Frankel Léo », sur maitron.fr, Le Maitron, dictionnaire bibliographique du mouvement ouvrier et du mouvement social, Association Les Amis du Maitron (consulté le 9 août 2021)